# Karl Friedrich Otto Schuster
Karl Friedrich Otto Schuster (* 19. Dezember 1846 in Karlsruhe; † 11. Januar 1927 ebenda) war ein deutscher Offizier, Wetterforscher und Bürgermeister.

## Leben
Friedrich Schuster war seit 1865 aktiv bei der Badischen Festungsartillerie. 1892 schied er, mittlerweile im Rang eines Oberstleutnants, aus dem Militärdienst aus, wurde aber im Ersten Weltkrieg wieder zum Kriegsdienst eingezogen. Von 1895 bis 1904 war er Bürgermeister von Triberg. In seine Amtszeit fielen u. a. die Errichtung eines neuen Schlachthauses und die Inbetriebnahme eines öffentlichen Schwimmbads – damit war Triberg der erste Ort im Schwarzwald mit einer solchen Einrichtung. Auch begannen in Schusters Amtszeit die Planungen für ein Kurhaus, die sich jedoch bis in die 1960er Jahre hinzogen.
Schuster war verheiratet mit Maria Eisenlohr. Nach seiner aktiven Militärzeit widmete er sich der Wetterforschung, sammelte Wetterdaten aus Karlsruhe und anderen Orten und veröffentlichte eine Vielzahl von Aufsätzen, u. a. zum Einfluss des Mondes auf das Wetter und zu seinen Studien über den Luftdruck.
Sein Nachlass mit zahlreichen Dokumenten und Aufzeichnungen sowohl zu seiner Militärzeit und seiner Zeit als Bürgermeister wie auch zu seinen meteorologischen Studien befindet sich seit 1927 in der Badischen Landesbibliothek.

## Veröffentlichungen
- Gezeitenwelle. Wien 1908.
- Die moderne theoretische Physik und der Aether: Eine Verteidigung des materiellen Aethers. Braun, Karlsruhe 1913.
- Die 18,6-jährige Mondperiode in meteorologischer Hinsicht. In: Meteorologische Zeitschrift, Oktober 1913.
- Die Verschiebung des synodischen Luftdrucksystems unter dem Einfluss der 18,6-jährigen Mondperiode. In: Annalen der Hydrographie und maritimen Meteorologie, Bd. 44, Nr. 8, 1916. Rezension dazu in: Physikalische Zeitschrift, Bd. 14, 1916.
- Die jährliche und die monatliche Häufigkeit der Erdbeben. In: Astronomische Nachrichten, Bd. 206, 1918, S. 189–202.